# Aleksandr Serguéiev
Aleksandr Serguéievitx Serguéiev (Sérpukhov, óblast de Moscou, 28 d'agost de 1897 - Moscou, 24 de gener de 1970) fou un jugador d'escacs rus, que va jugar sota bandera soviètica.

## Biografia
Va guanyar el Campionat d'Escacs de la ciutat de Moscou el 1925. En altres edicions del mateix torneig, fou catorzè el 1921 (triomf de Nikolai Grigóriev), va empatar als llocs 3r-5è el 1922/23 (triomf de Grigóriev), va ser 6è el 1924 (victòria de Grigóriev), va quedar setè el 1926 (triomf d'Abram Rabinóvitx), va ser 5è-6è el 1927 (victòria de Nikolai Zúbarev), va quedar empatar als llocs 3r-4t el 1928 (títol per Borís Verlinski), el 1930 va obtenir el 17è lloc (triomf de Zúbarev), va quedar 19è el 1933/34 (victòria de Nikolai Riumin), i va empatar als llocs 10è-12è el 1935 (triomf de Riumin).
Va participar en tres ocasions en el Campionat Nacional d'Escacs de Rússia, en el qual empatà als llocs 16è-17è a Moscou el 1924 (victòria de Iefim Bogoliúbov), empatà als llocs 9è-10è a Leningrad el 1925 (títol per Bogoliúbov), i va quedar 13è a Moscou el 1927 (títol compartit per Fedir Bohatyrchuk i Peter Romanovski).